# Liter

Egy 10 cm élhosszúságú kocka térfogata egy liter

A liter általánosan használt térfogategység. Nem SI-mértékegység, de SI-egységekkel közös használatát elfogadták. A mértékegységnek két hivatalosan elfogadott jele is van: az l (kis el), melyet 1879-ben fogadtak el, és az L, melyet az l (el) és az 1 (egy) szám összetéveszthetősége miatt tettek hivatalossá 1979-ben. A United States National Institute of Standards and Technology a nagy L betűt ajánlja, melyet Kanadában és Ausztráliában is használnak. Az Egyesült Királyságban és Írországban a kis l betűt használják, de sokszor kiírják: litre. Ezt a helyesírást használja a legtöbb angol nyelvű ország, és az International Bureau of Weights and Measures is.
Ez az űrmérték megfelel 1 köbdeciméternek (dm3), 1000 köbcentiméternek (cm3), illetve 0,001 köbméternek (m3). Egy 10 cm × 10 cm × 10 cm kocka űrmértéke egy liter.
Az elnevezés egy régi francia mértékegység nevéből, a litron szóból származik, ami a bizánci görögre vezethető vissza, ahol súlyegység volt. Egy litron egyenlő volt 0,831 literrel.

## Bővebb leírása
Főként folyadékok és porított anyagok mérésére használják; ellenben például gázokat inkább köbméterben mérnek. A folyadékok, porok térfogatát edényük térfogatával, befogadóképességével mérik. További mértékegységeket is definiálnak vele, mint például sűrűség (kg/L), ami egyszerűvé teszi az összehasonlítást a vízzel.
Egy liter víz tömege körülbelül egy kilogramm a legnagyobb sűrűségén. Ebből következően egy milliliter víz tömege 1 g körüli, illetve 1000 liter víz tömege nagyjából 1000 kg (1 tonna). 

## Származtatása
A térfogat (v. űrtartalom) SI-mértékegysége a m³ (köbméter, a méter hosszmértékből származik.) Ennek 1/1000 része (0,001-szerese) a köbdeciméter (dm³), ami egy liter.
Majdnem pontosan egy liter a térfogata 1 kg, 3,98 °C (277,14 K) hőmérsékletű, 1013,25 hPa nyomású kémiailag tiszta víznek. Ez a meghatározása a CGS-mértékegységrendszer alapegységét képező liternek.
A liternek szokás tört részeit is megadni SI-prefixumokkal, ezekkel kifejezve
1 liter =
- 10 deciliter (jele: dl vagy dL)
- 100 centiliter, (jele: cl vagy cL)
- 1 000 milliliter, (jele: ml vagy mL)
- 1 000 000 mikroliter, (jele: μl vagy μL)
- 1 000 000 000 nanoliter, (jele: nl vagy nL)
- 1 000 000 000 000 000 femtoliter, (jele: fl vagy fL)

Többszörösei közül csak a hekto- (100-szoros) előtagot szokás használni, az ennél nagyobb térfogatokat az SI-alapegység köbméterrel fejezzük ki. A kiloliter Japánban és Dél-Koreában szokásos, ott a centilitert és a hektolitert mellőzik.

## Nem metrikus átváltások
| Metrikus egység | Közelítő érték | Nem metrikus egység     | Nem metrikus egység       | Metrikus megfelelő |
| 1 L             | ≈ 0,87987699   | Birodalmi quart         | 1 birodalmi quart         | ≡ 1,1365225 L      |
| 1 L             | ≈ 1,056688     | Amerikai quart          | 1 amerikai quart          | ≡ 0,946352946 L    |
| 1 L             | ≈ 1,75975399   | Birodalmi pint          | 1 birodalmi pint          | ≡ 0,56826125 L     |
| 1 L             | ≈ 2,11337641   | Amerikai pint           | 1 amerikai pint           | ≡ 0,473176473 L    |
| 1 L             | ≈ 0,21996925   | Birodalmi gallon        | 1 birodalmi gallon        | ≡ 4,54609 L        |
| 1 L             | ≈ 0,2641720523 | Amerikai gallon         | 1 amerikai gallon         | ≡ 3,785411784 L    |
| 1 L             | ≈ 0,0353146667 | köbláb                  | 1 köbláb                  | ≡ 28,316846592 L   |
| 1 L             | ≈ 61,023744    | köbinch                 | 1 köbinch                 | ≡ 0,016387064 L    |
| 1 L             | ≈ 35,19508     | Birodalmi folyadékuncia | 1 birodalmi folyadékuncia | ≡ 28,4130625 mL    |
| 1 L             | ≈ 33,814023    | Amerikai folyadékuncia  | 1 amerikai folyadékuncia  | ≡ 29,5735295625 mL |

## Története
Először cadil volt a neve; standardjait a Musée des arts et métiers őrzi Párizsban.
A metrikus rendszer részeként 1795-ben vezették be, egy köbdeciméternek definiálva. Segítségével definiálták a grammot: az olvadó jég hőmérsékletén egy vízkocka tömege. Ezért egy liter víz tömege nagyon közel van az egy kilogrammhoz. Egy deciméter eredetileg 44,344 ligne volt, melyet 1798-ban 44,3296 ligne-re változtattak. Így az első definíció az új 1,000974-szerese.
Eredeti definíciója szerint a grammot úgy definiálták, mint 1 ml víz súlyát. Azonban ezt 1799-ben megváltoztatták, mivel a víz, mint minden folyadék sűrűsége függ a hőmérséklettől és a nyomástól.
1879-ben CIPM a definíciót az  l jelöléssel egészítette ki.
1901-től 1964-ig a litert a kilogrammra vezették vissza. A liter egy kilogramm maximális sűrűségű (3,98 °C) víz térfogata volt standard nyomáson. A kilogramm definícióját egy platinum/iridium henger prototípus rögzítette, a kilogramm nemzetközi prototípusa. Később felfedezték, hogy nem pontos, hanem 28 milliomoddal nehezebb, mint ahogy akarták; így aktuálisan egy liter 1.000028 dm3 volt. Továbbá a víz mint ahogy más folyadékok sűrűsége is több tényezőtől függ, a hőmérsékleten és nyomáson kívül még a tisztaságtól és az izotóp-összetételtől is. 1964-ben ezt a ma is használt definíció váltotta fel; így 1 liter újra 1 dm3 lett.
Az izotópösszetételt a Vienna Standard Mean Ocean Water vizsgálta a Föld óceánjaiban. Úgy találta, hogy az ezzel az összetétellel megegyező desztillált víz sűrűsége 0,999975±0,000001 kg/l a legnagyobb sűrűségen (3,984 °C) standard nyomáson (760 Torr = 101,325 kPa).
1979-ben a 16. CGPM alternatív jelölésként bevezette az L betűt. Továbbá azt is kifejezték, hogy nem fogadnak el más jelet, viszont ezt 1990-ben eltörölték.
Az ℓ jelölést több ország is használta, például a Dél-Afrikai Köztársaság és Kanada az 1970-es években. Ez a jelölés azóta is előfordul angol nyelvű országokban, illetve Japánban és Dél-Koreában. A kis ℓ mellett az ㎕ (mikroliter), ㎖ (milliliter), ㎗ (deciliter) és ㎘ (kiloliter) ligatúrákat is bevezették.

## Mindennapi használat
Az angol nyelvben a milliliter "mL" kiejtése "mil", ami ugyanúgy hangzik, mint több más mértékegység:
- milliméter, "mm", a méter ezredrésze
- "mil", az inch ezredrésze
- "mil", egy skandináv hosszegység, ami egyenlő 10 kilométerrel
- "mil", szög mértékegység

A szövegkörnyezet azonban segít eligazodni. Speciálisan, a "mL" űrmérték, míg a többiek hosszt vagy szöget mérnek.
A cgs rendszerből származik a köbcentiméter "cc" rövidítése. Ez az MKS-mértékegységrendszer elődje, amit az SI követett. Több területen is használják, például gyógyszerek adagolásakor vagy motoroknál.
A mikroliter (μL) régi neve lambda (λ), de ezt inkább mellőzni kell. Az orvosi vizsgálatok eredményein a mcL rövidítés szerepel.
Az SI rendszerben a liter használható a "centi-", "deci-", "deka-" és "hekto-" előtételszavakkal. Több európai országban az italok (alkoholos és alkoholmentes) termelési és export mennyiségét hektoliterben mérik. Ez a mértékegysége a halászhajók kvótájának és a kifogott hal mennyiségének. Horvátországban, Svájcban és Skandináviában a szakácskönyvekben és a menükben gyakori a deciliter. Centiliterben mérik a poharak és a kis palackok kapacitását.  Belgiumban a holland köznyelvben a "vijfentwintiger" és a "drieëndertiger" az ivópoharak leggyakoribb méreteire utal, ami 25 cL és 33 cL. A palackok lehetnek 75 cL vagy 37,5 cL kapacitásúak. A borospalackok azonban 70 cL-esek. A röviditalok mennyiségét szintén cL-ben mérik a menükben; általában 3 cL van feltüntetve.
Azokban az országokban, ahol az SI rendszer bevezetése után vették át a metrikus rendszert, többnyire a litert és a millilitert használják italokhoz, így például Kanadában, Ausztráliában és Új-Zélandon. Az iparban, mezőgazdaságban előfordul a hektoliter. A patológiában a vér ólomszintjét mikrogram per deciliterben mérik. 
Nagyobb térfogatoknál inkább a köbmétert részesítik előnyben a kiloliterrel szemben. A kiloliter, megaliter és gigaliter speciálisan vízfogyasztásra, folyók és rezervoárok kapacitására használatos. Azonban a vezetékes víz éves fogyasztását, tartályok és medencék méretét köbméterben adják meg. Nem folyékony anyagoknál szintén a köbmétert választják.

## Fordítás
- Ez a szócikk részben vagy egészben  a   Litre című angol Wikipédia-szócikk fordításán alapul.  Az eredeti cikk szerkesztőit annak laptörténete sorolja fel. Ez a jelzés csupán a megfogalmazás eredetét és a szerzői jogokat jelzi, nem szolgál a cikkben szereplő információk forrásmegjelöléseként.